# Žabárník
Žabárník byla přírodní památka ev. č. 1443 severozápadně od obce Sokolnice v okrese Brno-venkov. Oblast spravovala AOPK SCHKO Pálava a KS Brno.
Důvodem ochrany byla údolní niva toku Dunávky včetně závlahové nádrže a všech přírodních jevů nacházejících se na jeho území. Jedinečný biotop svého typu, jenž byl významným hnízdištěm a místem rozmnožování mnoha druhů ohrožených ptáků, obojživelníků, plazů a dalších živočichů.
Přírodní památka byla ke dni 1. srpna 2016 zrušena nařízením Jihomoravského kraje ze dne 5. května 2016.

## Geologie
Podloží z vápnitých jílů a písků spodního badenu karpatské předhlubně překrývají fluviální terasovité štěrky a spraše. Niva Dunávky je tvořena souvrstvím fluviálních štěrků pleistocenního stáří, které jsou překryty holocenními povodňovými sedimenty v podobě hlinitých písků a písčitých hlín.
Severně a jižně podél Dunávky vznikla na deofluviálních sedimentech karbonátová varieta černice typické. V okolí chráněného území se nacházejí typické černozemě na spraši a karbonátové černozemě na vápnitých jílech. 

## Fauna
Lokalita je obývána obojživelníky, skokanem skřehotavým (Pelophylax ridibundus), užovkou obojkovou (Natrix natrix). Hnízdí zde mokřadní ptáci, např. moták pochop (Circus aeruginosus), žluva hajní (Oriolus oriolus), lejsek šedý (Muscicapa striata), slavík obecný (Luscinia megarhynchos), krutihlav obecný (Jynx torquilla) a moudivláček lužní (Remiz pendulinus) obývají a hnízdí v lužních porostech nad a pod nádrží. 

## Flora
Dřevinná skladba je zastoupena druhy vázanými na vodu. Jsou to olše lepkavá (Alnus glutinosa), topol bílý (Populus alba), vrba bílá (Salix alba) a jasan ztepilý (Fraxinus excelsior), k vidění jsou zde i vrby stříhané na hlavu, tzv. hlavaté vrby. Z keřů zde nalezneme husté porosty bezu černého (Sambucus nigra). V litorálním pásmu se nachází porosty rákosu obecného (Phragmites australis). Podél toku můžete narazit na kosatec žlutý (Iris pseudacorus), blatouch bahenní (Caltha palustris) či na šmel okoličnatý (Butomus umbellatus).